# Vancouver (wyspa)
Vancouver (ang. Vancouver Island, fr. Île de Vancouver) – wyspa w Kanadzie, w prowincji Kolumbia Brytyjska, na Oceanie Spokojnym. Jest oddzielona od stałego lądu Ameryki Północnej cieśninami Georgia, Królowej Charlotty, Johnstone i Juana de Fuca. Powierzchnia 31 284 km², długość 460 km, szerokość 50–80 km. Najwyższym szczytem wyspy jest Golden Hinde (2197 m n.p.m.).
Wyspę zamieszkuje około 710 tys. mieszkańców (2008). Z tego około połowa mieszka w Regionie Centralnym z miastem Victoria, które jest stolicą Kolumbii Brytyjskiej. Drugim co do wielkości miastem wyspy jest Nanaimo.
Wyspę z lądem stałym łączy sieć połączeń promowych obsługiwanych przez BC Ferry Corporation, jedną z największych kompanii promowych na świecie.

## Historia

Flaga wyspy Vancouver

Z badań archeologicznych wynika, że Indianie mieszkali na wyspie co najmniej przez ostatnie kilka tysięcy lat. Na początku XIX wieku na wyspie żyło około 15 tys. Indian. Z powodu chorób liczba ich zmalała do 5,6 tys. w 1881 i pozostała na tym poziomie do wczesnych lat 50. Do lat 90. XX wieku ich liczba ponownie wzrosła do ponad 15 tys., czyli do około 3 proc. ludności wyspy. Indianie są podzieleni na 44 „narody” (szczepy) rozlokowane w 271 indiańskich rezerwatach.
Pierwszymi Europejczykami, którzy ujrzeli wyspę, byli prawdopodobnie marynarze z ekspedycji Francisa Drake’a. Drake mógł natknąć się na wyspę, płynąc na północ wzdłuż wybrzeża Ameryki Północnej, w trakcie swojej wyprawy dookoła świata w latach (1577–1580).
Odkrywcy i kupcy Hiszpanii, Rosji, Francji, Wielkiej Brytanii i Ameryki zaczęli zapuszczać się na wody północno-wschodniego Pacyfiku w XVIII wieku. Wielka Brytania stopniowo wyparła innych konkurentów przez działalność swoich kompanii handlowych, obecność brytyjskiej floty i udane negocjacje w Europie. Największym konkurentem Wielkiej Brytanii była tu Hiszpania, której udało się utrzymać na wyspie przez kilka lat osadę Fort San Miguel. Była to jedyna osada hiszpańska na terenie obecnej Kanady.
W 1778 wyspę odwiedziła trzecia ekspedycja Jamesa Cooka. Uczestnikiem tej ekspedycji był George Vancouver, który w latach 1792–1794 dowodził kolejną ekspedycją, mającą za zadanie badanie wybrzeża Ameryki Północnej od Kalifornii do Alaski. Ekspedycja opłynęła wyspę, sporządziła dokładne mapy hydrograficzne, przeprowadziła profesjonalne pomiary topograficzne wyspy i opisała cały region. Właśnie od nazwiska dowódcy tej ekspedycji pochodzi nazwa wyspy.
Dopiero w 1843 r. brytyjska Kompania Zatoki Hudsona założyła pierwszą brytyjską osadę o nazwie Fort Victoria. W 1846 r. traktat oregoński, wytyczający granice między terytoriami należącymi do Wielkiej Brytanii i USA, ostatecznie oddał wyspę w brytyjskie posiadanie. Na wyspie oficjalnie utworzono kolonię brytyjską w 1849 r. Kolonia utrzymała swoją samodzielność do 1866 r., kiedy zjednoczono ją z Kolumbią Brytyjską na stałym lądzie. Od 1871 r. wyspa Vancouver jest częścią Kanady.